# インド映画テレビ研究所
インド映画テレビ研究所（インドえいがテレビけんきゅうじょ、Film and Television Institute of India、略称：FTII）は、インドの映画製作者養成機関。情報・放送省の下部組織として設立されたが、1974年に独立機関に改組された。改組後もインド政府から資金援助を受けている。閉鎖されたプネーのプラバート映画会社の敷地内に存在している。国際映画テレビ教育連盟加盟校。

## 歴史
1958年に情報・放送省は映画学校設立のため、プネーのプラバート映画会社跡地を購入した。1960年にFTIIを設立し、1961年から教科をスタートさせた。これ以前にニューデリーに存在したテレビ・トレーニング部門も1974年にインド映画テレビ研究所に統合され、同年に情報・放送省から独立した。しかし、独立後も情報・放送省とインド政府からの全面的な支援を受けている。2011年7月には情報・放送大臣アンビカ・ソニはFTIIの組織改編が議会で可決されたことを発表し、これによりFTIIは大学と同等の権利を有することになった。

## 学科
FTIIはフランスの高等映画学院、ソビエト連邦の全ロシア映画大学をモデルにカリキュラムを作成しており、3年コースの監督・撮影・編集・録音の4学科（各コースの1学年の定員12名）、2年コースの俳優・美術の2学科、1年半コースのCG・アニメーション学科、1年コースの長編脚本学科、1年コースのテレビ養成学科の他に国営放送ドゥールダルシャン職員向けの短期講座、一般人向けの映画鑑賞講座がある。
3年コースでは各学科1名ずつで製作チームを組んで卒業作品を製作するが、この中には州政府や民間団体の財政支援を受ける作品、国家映画賞を受賞する作品、国際映画祭に出品される作品もある。1960年代からは芸術映画に重点を置いた教育が実施されるようになり、学生の間では商業映画を忌避して政府機関の映画製作部門に就職する流れが生まれた。

## 組織
FTIIの責任者である所長は理事長、学術評議会議長、常設財務委員長を兼務している。理事会はFTIIの運営方針を決定する最高組織であり、理事はFTII職員の中から選出される。学術評議会と常設財務委員会は理事会によって任命され、両組織はそれぞれFTIIの学術方針、財務状況に関して理事会に助言する役目を果たしている。

### 歴代所長
- ローシャン・タネージャ（在任期間不明）
- アンワアル・ジャマル・キドワーイ（1974年11月1日 - 1977年9月30日）
- S・M・H・バルネイ（1975年11月25日 - 1977年9月30日）
- R・K・ラクマン（英語版）（1977年11月1日 - 1980年9月30日）
- シャーム・ベネガル（英語版）（1981年2月5日 - 1983年9月30日）
- ムリナール・セーン（1984年4月9日 - 1986年9月30日）
- アドゥール・ゴーパーラクリシュナン（1987年9月1日 - 1989年9月）
- シャーム・ベネガル（1989年9月 - 1992年9月30日）
- アドゥール・ゴーパーラクリシュナン（1992年11月21日 - 1995年9月30日）
- マヘーシュ・バット（1995年11月20日 - 1998年9月30日）
- ギリーシュ・カルナード（英語版）（1999年2月16日 - 2001年10月10日）
- ヴィノード・カンナー（2001年10月12日 - 2002年2月）
- ヴィノード・カンナー（2002年3月4日 - 2005年3月3日）
- U・R・アーナンダムールティ（英語版）（2005年3月4日 - 2011年3月3日）
- サイード・アクタル・ミルザ（英語版）（2011年3月4日 - 2014年3月3日）
- ガジェンドラ・チャウハン（英語版）（2015年6月9日 - 2017年10月11日）
- アヌパム・カー（2017年10月11日 - 2018年10月31日）
- B・P・シン（英語版）（2018年12月13日 - 2020年9月29日）
- シェーカル・カプール（2020年9月30日 - 2023年8月31日）
- R・マーダヴァン（英語版）（2023年9月1日 - ）

### 主な教員
- デヴィッド・リーン[7]
- イシュトヴァーン・ガール（英語版）[7]
- マニ・カウル（英語版）（FTII卒業生）[7]
- リッティク・ゴトク[7]
- サタジット・レイ[7]
- トム・アルター（英語版）[7]